# Planificarea resurselor întreprinderii
Sistemul de planificare a resurselor întreprinderii (abreviat ERP, provenind din engleză enterprise resource planning) este instrumentul software care facilitează integrarea tuturor informațiilor dintr-o organizație într-o platformă unică. Scopul ERP este să asigure transparența datelor în cadrul unei organizații și să faciliteze accesul la orice tip de informație utilă în desfășurarea activității.

## Istoric
Istoria sistemelor ERP datează din anii 1960 când acest tip de aplicație software era folosit cu preponderență pentru asistarea procesului de producție. Primul produs de acest tip a fost MRP (Material Resource Planning).
Deși utile in activitatea de producție, aceste aplicații nu își extindeau funcționalitățile și spre alte zone de interes pentru o întreprindere precum contabilitate, resurse umane, vânzări.
Începând cu anii ’90 sistemele ERP au început să ia forma aplicațiilor actuale. Deși după apariția MRP funcționalitățile acestui tip de programe au început să se extindă, ERP-ul actual a luat ființă în momentul în care informațiile au putut fi centralizate într-o platformă comună și funcționalitățile sale au fost integrate.
Astăzi, sistemele ERP fac un nou pas in dezvoltarea lor prin utilizarea internetului pentru eficientizarea funcționalităților. Clienții de la mii de kilometri distantă pot avea acces la stadiul propriei comenzi sau la stocurile companiei furnizoare prin integrarea facilităților ERP cu aplicațiile WEB.
Bazându-se pe principiile computerizării web, cloud computing-ul a apărut drept următoarea schimbare de paradigmă în sistemele ERP. În sistem cloud, ERP-ul și datele asociate sunt gestionate centralizat (în "cloud-ul" internetului) de către furnizorul ERP sau de către un terț furnizor de servicii și sunt accesate de client la cerere. Clienții ERP nu trebuie să investească sau să-și actualizeze serverele, sistemele de operare, bazele de date, centrele de date, echipamentele de rezervă sau mediile de programare. Toate datele și aplicațiile relevante sunt stocate și întreținute de la distanță. Mulți dintre furnizorii de ERP tradițional au dezvoltat acum o versiune a software-ului lor pentru utilizarea în cloud. De asemenea, au apărut noi furnizori de ERP și de strategii best of breed care își livrează software-ul numai prin cloud. Unele soluții, cum ar fi CRM, sunt livrate de obicei prin cloud. 
.

## Funcționalități
Sistemele ERP, sunt programe modulare, fiecare arie de activitate a companiei fiind acoperită de catre o aplicație specifică. Modulele unui sistem ERP funcționează integrat utilizând o bază de date comună, sau pot funcționa independent. Pot fi enumerate câteva categorii de module care servesc la gestionarea cu eficiența a unei întreprinderi:
- Producție: planificarea și urmărirea producției
- Gestiune: evidența stocurilor, a furnizorilor, a plaților și încasărilor
- Salarii: calculul salariilor și managementul informațiilor referitoare la personal
- Contabilitate: evidența financiar contabilă
- Imobilizări: evidența mijloacelor fixe și calculul amortizării
- CRM: managementul relațiilor cu clienții
- BI: rapoarte, analize, prognoze

### GRP
Planificarea resurselor guvernamentale (GRP) este echivalentul unui ERP pentru sectorul public și al unui sistem integrat de automatizare de birou pentru organismele guvernamentale. Structura software, modularizarea, algoritmii de bază și interfețele principale nu diferă de alte ERP-uri, iar furnizorii de software ERP reușesc să-și adapteze sistemele la agențiile guvernamentale.
Ambele implementări de sistem, în organizațiile private și publice, sunt adoptate pentru a îmbunătăți productivitatea și performanța generală a afacerii în organizații, dar comparațiile (private vs. publice) ale implementărilor arată că principalii factori care influențează succesul implementării ERP în sectorul public sunt culturali.

## Practici
Majoritatea sistemelor ERP încorporează cele mai bune practici. Aceasta înseamnă că software-ul reflectă interpretarea vânzătorului asupra modului cel mai eficient de a efectua fiecare proces de afaceri. Sistemele variază în ceea ce privește cât de convenabil poate modifica clientul aceste practici.

## Module ERP
Sistemele ERP se vând în module, sau grupuri de programe înrudite care execută o funcție majoră în interiorul sistemului, cum ar fi contabilitatea sau producția. Modulele sunt achiziționate individual, în funcție de nevoile companiei. Majoritatea programelor ERP sunt suficient de flexibile încât să poată fi achiziționat un modul sau mai multe, fără să fie implementat pachetul complet. Organizarea modulară a sistemelor ERP le conferă mai multă flexibilitate. De exemplu, o companie de distribuție, care nu are și producție poate să obțină licența și să implementeze module pentru contabilitate, achiziții, vânzări și gestiune și să i se dea o soluție potrivită nevoilor sale. Dacă, după un timp, compania se extinde și la producție, poate să obțină licența pentru modulele suplimentare care să susțină această nouă funcționalitate. 
Un avantaj al furnizorilor de ERP cu design modular este acela că le permite să ofere soluții specifice pentru anumite industrii. De exemplu, adăugând module pentru siguranța alimentelor și managementul calității, un sistem ERP generic poate să devină un concurent în nișa industriei alimentare. Furnizorii de ERP folosesc modulele pentru a stabili prețul. Cu cât o companie implementează mai multe module, cu atât sistemul devine mai costisitor. În general, furnizorii de ERP le vor acorda o reducere clienților dacă achiziționează module suplimentare. Companiile nu au nevoie să achiziționeze toate modulele disponibile de la un furnizor de ERP; totuși, implementând mai multe module se obține o integrare mai bună, care la rândul ei poate duce la o mai bună recuperare a investiției. Aceste avantaje ar trebui puse în balanță cu costurile și resursele de organizare necesare când se ia decizia adoptării unei strategii de business bazate pe utilizarea unei soluții ERP. 
.